# Paris Smith
Paris Smith é uma atriz americana. Ela é conhecida por interpretar Maddie Van Pelt na série da Nickelodeon Every Witch Way .

## Carreira
Outras aparições incluem Totally, The Bedtime Story e outros. Ela também apareceu em muitos episódios do show do The Fine Brothers no YouTube React to That (por exemplo, Kids React to Going to the Store! ).
Smith ganhou o prêmio de Melhor Performance em Curta Metragem - Jovem Atriz 11-12 no Young Artist Award de 2013, e foi indicada em 2014 para o prêmio de Melhor Atriz em Série de TV - Convidado Estrelado por Jovem Atriz 11-13 pela Modern Family, nomeada em 2015 para o prêmio de Melhor Desempenho em Série de TV - Jovem Atriz 11-15 por Every Witch Way.

## Filmografia
| Ano       | Título                     | Papel            | Notas                                       |
| --------- | -------------------------- | ---------------- | ------------------------------------------- |
| 2011      | Puncture                   | Kia de 12 anos   | Filme                                       |
| 2012      | I Am Not a Hipster         | Joy Jovem        | Filme                                       |
| 2012      | MyMusic                    | Criança # 3      | Episódio: "Choosing Sides"                  |
| 2013      | Modern Family              | Becca            | Episódio: "New Year's Eve"                  |
| 2014      | React to That              | Ela própria      | Papel recorrente                            |
| 2014–2015 | Every Witch Way            | Maddie Van Pelt  | Papel principal                             |
| 2015      | Talia in the Kitchen       | Maddie Van Pelt  | Episódio de Crossover: "Every Witch Lola's" |
| 2015      | Nicky, Ricky, Dicky e Dawn | Ela mesma        | Episódio: "Go Hollywood, Parte 1"           |
| 2016      | Speechless                 | Aluno # 1        | Episódio: "BON - BONFIRE"                   |
| 2018      | A Stolen Life              | Aubrey           | Filme de televisão                          |
| 2019      | Knight Squad               | Princesa Dimples | Episódio: "Love at First Knight"            |

## Prêmios e indicações
| Ano  | Prêmio               | Categoria                                                                 | Trabalhos       | Resultado |
| ---- | -------------------- | ------------------------------------------------------------------------- | --------------- | --------- |
| 2013 | Prêmio Jovem Artista | Melhor Performance em Curta Metragem - Jovem Atriz 11-12                  | Scouted         | Venceu    |
| 2014 | Prêmio Jovem Artista | Melhor desempenho em uma série de TV - Guest Starring Young Actress 11-13 | Modern Family   | Indicado  |
| 2015 | Prêmio Jovem Artista | Melhor Performance em Série de TV - Jovem Atriz 11-15                     | Every Witch Way | Indicado  |